# Рихтер, Вильгельм Михайлович
Вильге́льм Миха́йлович Ри́хтер (нем. Wilhelm Michael von Richter; 1757 или 1767 — 1822) — заслуженный профессор и декан медицинского факультета Московского университета, лейб-медик, историк медицины, действительный статский советник.

## Биография
Родился 28 ноября 1767 или 1757 года в Москве в семье Михаила Рихтера (19.12.1720(21)—02.02.1800), пастора старой Евангелическо-лютеранской церкви Св. Михаила в Москве. Мать, Екатерина-Гертруда, урождённая Шмидт (1734—28.05.1799). 
В 1779 году был отправлен в Ревельскую гимназию, директором которой был его дядя. В 1783 году поступил на медицинский факультет Московского университета, по окончании которого в 1786 году направлен за границу для усовершенствования в науках, в основном — в повивальном искусстве. Стажировался в университетах Германии, Франции, Англии и Голландии; повивальное искусство изучал преимущественно в повивальных госпиталях Геттингена и Берлина. В 1788 году был удостоен степени доктора медицины в Эрлангенском университете. 
После возвращения в Россию в 1790 году, медицинской коллегией был утверждён в степени доктора медицины и назначен экстраординарным профессором повивального искусства в Московском университете. Лекции читал на латинском языке. С 1795 года — ординарный профессор. Возглавлял кафедру повивального искусства до 1819 года. Был деканом медицинского факультета Московского университета (1807-1809). Также он состоял врачом больницы при Благородном пансионе Московского университета (1792—1800).
Был назначен с 1 января 1801 года директором Повивального института при Императорском воспитательном доме; преподавал в нём теорию и практику повивального искусства повивальным бабкам. В 1808 году по его настоянию новый повивальный институт и родильный госпиталь были открыты при Московском университете.
В 1802 году он стал почётным членом Медицинской коллегии; с 16 февраля 1814 года — почётный член Императорской академии наук; в 1818 году получил звание лейб-медика.
В 1810 году он был избран председателем физико-медицинского общества при Московском университете. В течение 11 лет он был главным акушером Москвы, имел в городе большую практику. Принял роды у императрицы Александры Фёдоровны (1818), став, таким образом, восприемником будущего императора Александра II; назначен лейб-медиком Императорского двора.
Был членом Медицинского совета при Министерстве народного просвещения. Состоял членом московских обществ: испытателей природы, истории и древностей Российских. Член иностранных обществ: физико-медицинского в Эрлангене, учёного в Харлеме и Леопольдино-Каролинской академии (Германия). Член-корреспондент Королевского общества наук в Геттингене и медицинского в Париже. Также он был членом Петербургской медико-хирургической академии, Виленского, Харьковского (с 1812) и Казанского университетов.
Умер 27 июля (8 августа) 1822 года. Похоронен на Введенском кладбище (13 уч.).

### Семья
- Жена — Иоганна-Амалия Францевна, урождённая Керестури (26.04.1773—1.03.1846)[4], дочь статского советника Франца Францевича Керестури (28.05.1739—16.02.1811) и Анны Ивановны Отлебен. 
  - Сын — Михаил, также стал заслуженным профессором Московского университета по кафедре повивального искусства, но дослужился до более высокого чина, нежели отец — тайного советника.
  - Сын — Фёдор-Александр (Теодор) Вильгельмович Рихтер (22.12.1801—13.08.1847), доктор медицины, надворный советник.
  - Сын — Александр Вильгельмович Рихтер (10.09.1804—22.12.1849), надворный советник.
  - Сын — Вильгельм Вильгельмович Рихтер (20.03.1811—19.10.1864), врач московской Мариинской больницы с 1836, надворный советник. Калужский помещик, за ним 101 душа в Калужском уезде. Жена (с 9.10.1836) —Ульяна Васильевна Лавриченко (3.12.1821—7.04.1879), дочь умершего коллежского регистратора Василия Ивановича Лавриченко. Их дочь — Анна Вильгельмовна Голубятникова (5.07.1837—30.05.1898), с 31.08.1862 была замужем за ген.-майором Александром Александровичем Голубятниковым (13.08.1819—8.02.1875).
  - Сын — Николай Вильгельмович Рихтер (1.02.1814—1.09.1886), титулярный советник.

## Избранные труды
- Рихтер В. М. История медицины в России. — М.: в Университетской тип., 1814. — Т. 1. — 462 с.; . — 1820. — Т. 2. — 531 с.; . — 1820. — Т. 3. — 694 с.
- Рихтер В. М. Руководство к повивальному искусству, основанное на новейших опытах, для публичных лекций, преподаваемых в повивальном институте при Московском воспитательном доме учреждённом. — М.: в Университетской тип., 1801. — 342 с. || . — 2-е изд. — М.: в тип. Августа Семена, 1822. — 335 с. || . — 3-е изд. — М.: в тип. Августа Семена, 1840. — 341 с.
- Рихтер В. М. Слово о врачебных пособиях, служащих к приращению многолюдства в обществе, на высокоторжественный день тезоименитства его императорского величества, Павла Первого в торжественном собрании Императорского Московского университета / Пер. с лат. М. Успенского. — М.: в Университетской тип., 1797. — 31 с.
- Рихтер В. М. Слово о первоначальном происхождении, постепенном приведении в совершенство и отменной пользе повивального искусства : По случаю торжественного открытия при Московском воспитательном доме новоучрежденного Повивального института. — М.: в Университетской тип., 1801. — 20 с.
- Рихтер В. М. Слово о том, полезно ли, или паче вредно, как вообще благонравию, так в особенности благосостоянию целых государств, вводить и распространять всеобщее просвещение? На высокоторжественный день тезоименитства его императорского величества <…> Александра Первого, в торжественном собрании Московского университета // Московский университет : Речи, произнесенные в торжественном собрании Московского университета. — М., 1803. — С. 1-42.
- «Experimenta et cogitata circa bilis naturam, inprimis ejus principium salinum» (Эрланген, 1788) (докторская диссертация)
- «De incrementis artis obstetriciae post obitum Roedereri. Commentatio pro munere Professores obtinendo» (Москва, 1790)
- «Observationes de morbis organicis uteri» (Москва, т. I)
- «Synopsis praxis medico-obstetriciae» (Москва, 1810)
- «Relatio cum epicrisi de sectione caesarea» (Москва, 1811)
- «Commentatio de medicamentis domestites, in Russia usualibus» (Москва, 1811)
- «Observatio de vi terroris et imaginatonis foeminae gravidae in deformando foetu» (Москва, 1811) и др.

## Награды
- Орден Святой Анны 2-й степени
- Орден Святого Владимира 3-й степени